# Campionats Internacionals de Pilota
Els Campionats Internacionals de Pilota són competicions anuals en què participen diversos països i regions amb esports de pilota derivats del Jeu de paume, organitzades per la Confederació Internacional de Joc de Pilota. Les modalitats oficials són Frontó internacional, Joc internacional i Llargues, però també es juga a les variants locals.

## 2010
| Competició           | Campió | Subcampió |
| -------------------- | ------ | --------- |
| Europilota 2010      |        |           |
| País Valencià        |        |           |
| ,                    |        |           |
| Frontó internacional |        |           |
| Galotxa              |        |           |
| Joc internacional    |        |           |
| Llargues             |        |           |
| Campió absolut       |        |           |

## 2009
No es juga

## 2008
| Competició           | Campió        | Subcampió       |
| -------------------- | ------------- | --------------- |
| VI Mundial de Pilota |               |                 |
| Imbabura (Equador)   |               |                 |
| , , ,                |               |                 |
| Frontó internacional | Mèxic         | Argentina       |
| Joc internacional    | Bèlgica       | Itàlia          |
| Llargues             | Països Baixos | Sel. Valenciana |
| Pilota equatoriana   | Equador       | Bèlgica         |
| Campió absolut       | Bèlgica       |                 |

## 2007
| Competició             | Campió          | Subcampió       |
| ---------------------- | --------------- | --------------- |
| VII Campionat d'Europa |                 |                 |
| Nivelles (Bèlgica)     |                 |                 |
| ,                      |                 |                 |
| Frontó internacional   | França          | Bèlgica         |
| Joc internacional      | Sel. Valenciana | Països Baixos   |
| Llargues               | Bèlgica         | Sel. Valenciana |
| Campió absolut         | Sel. Valenciana |                 |

## 2006
| Competició                      | Campió     | Subcampió |
| ------------------------------- | ---------- | --------- |
| VI Mundial de Pilota a Mà Chaza |            |           |
| Colòmbia                        |            |           |
|                                 | No es juga |           |

## 2005
| Competició             | Campió     | Subcampió |
| ---------------------- | ---------- | --------- |
| VII Campionat d'Europa |            |           |
| Bèlgica                |            |           |
|                        | No es juga |           |

## 2004
L'edició del 2004 dels Campionats Internacionals de Pilota va ser el V Mundials de Pallapugno (en italià I Mondiali de Pallapugno), organitzada per la Confederació Internacional de Joc de Pilota, i es va celebrar a les ciutats italianes d'Alba, Cuneo, i Santo Stefano Belbo, amb seu oficial a Imperia, del 19 al 25 d'abril. S'hi jugà a Frontó internacional, Joc internacional, Llargues, i la modalitat autòctona del Pallone italià, Pallapugno.
| Competició               | Campió         | Subcampió |
| ------------------------ | -------------- | --------- |
| V Mundials de Pallapugno |                |           |
| Imperia (Itàlia)         |                |           |
| ,                        |                |           |
| Frontó internacional     | Mèxic          | Argentina |
| Joc internacional        | Itàlia         | Bèlgica   |
| Llargues                 | Sel Valenciana | Itàlia    |
| Pallapugno               | Itàlia         | Equador   |
| Campió Absolut           | Itàlia         |           |

## 2003
| Competició                            | Campió          | Subcampió       |
| ------------------------------------- | --------------- | --------------- |
| VI Campionat d'Europa de Jeu de Paume |                 |                 |
| França                                |                 |                 |
| , , ?                                 |                 |                 |
| Frontó internacional                  | Sel. valenciana | França          |
| Joc internacional                     | Sel. valenciana | Bèlgica         |
| Llargues                              | Bèlgica         | Sel. valenciana |

## 2002
| Competició                | Campió          | Subcampió     |
| ------------------------- | --------------- | ------------- |
| IV Mundial de Pilota a Mà |                 |               |
| Paraná (Argentina)        |                 |               |
| , , ?                     |                 |               |
| Frontó internacional      | Sel. valenciana | Argentina     |
| Joc internacional         | Sel. valenciana | Països Baixos |
| Llargues                  | Sel. valenciana | Països Baixos |

## 2001
| Competició           | Campió          | Subcampió       |
| -------------------- | --------------- | --------------- |
| V Campionat d'Europa |                 |                 |
| Països Baixos        |                 |                 |
| ,                    |                 |                 |
| Frontó internacional | Sel. valenciana | Itàlia          |
| Joc internacional    | Sel. valenciana | Països Baixos   |
| Llargues             | Països Baixos   | Sel. valenciana |

## 2000
| Competició              | Campió          | Subcampió     |
| ----------------------- | --------------- | ------------- |
| III Mundial de Llargues |                 |               |
| València                |                 |               |
| ,                       |                 |               |
| Llargues                | Sel. valenciana | Països Baixos |

## 1999
| Competició            | Campió          | Subcampió     |
| --------------------- | --------------- | ------------- |
| IV Campionat d'Europa |                 |               |
| Imperia (Itàlia)      |                 |               |
| ,                     |                 |               |
| Joc internacional     | Itàlia          | ?             |
| Llargues              | Sel. valenciana | Països Baixos |

## 1998
| Competició             | Campió          | Subcampió |
| ---------------------- | --------------- | --------- |
| II Mundial de Llargues |                 |           |
| Maubeuge (França)      |                 |           |
| ,                      |                 |           |
| Llargues               | Sel. valenciana | França    |

## 1997
| Competició               | Campió        | Subcampió |
| ------------------------ | ------------- | --------- |
| III Campionat d'Europa   |               |           |
| Franeker (Països Baixos) |               |           |
| ,                        |               |           |
| ?                        | Països Baixos | França    |

## 1996
| Competició                      | Campió          | Subcampió     |
| ------------------------------- | --------------- | ------------- |
| I Campionat Mundial de Llargues |                 |               |
| L'Eliana (València)             |                 |               |
| ,                               |                 |               |
| Llargues                        | Sel. valenciana | Països Baixos |

## 1995
| Competició            | Campió | Subcampió |
| --------------------- | ------ | --------- |
| II Campionat d'Europa |        |           |
| Itàlia                |        |           |
| ,                     |        |           |
| ?                     | ?      | ?         |

## 1994
| Competició            | Campió  | Subcampió       |
| --------------------- | ------- | --------------- |
| I Campionat d'Europa  |         |                 |
| Valenciennes (França) |         |                 |
| ,                     |         |                 |
| Ballpelote            | Bèlgica | Sel. valenciana |
| Joc internacional     | França  | Sel. valenciana |

## 1993
| Competició           | Campió          | Subcampió |
| -------------------- | --------------- | --------- |
| Torneig Cinc Nacions |                 |           |
| València             |                 |           |
| ,                    |                 |           |
| Llargues             | Sel. valenciana | Bèlgica   |

## Millors jugadors
Diversos pilotaires han sigut guardonats com a Millor jugador pel seu paper rellevant en els Campionats Internacionals:
- 1993: Sarasol I del Genovés
- 1998: Grau de València
  - Martines (Millor saque del món)
- 1999: Grau de València
- 2002: Sarasol II del Genovés
- 2004: Silverio Deiby Mena, Colòmbia
- 2007: Johan van der Meulen, Països Baixos
- 2008: Raúl Andrade, Equador, Millor jugador americà
  - Roberto Corino, Itàlia, Millor jugador europeu
  - Álvaro de Tibi, Jugador revelació